# Giessbach
Giessbach – wodospad położony na rzece Giessbach (dorzecze Aare), w Szwajcarii. 
Składa się z 6 progów o łącznej wysokości 300 (według innych źródeł 391) metrów. Prowadzi doń trasa kolei Giessbachbahn.
Od bardzo dawna kaskady Giessbach są celem turystycznych wycieczek. M. in. w 1830 r. podziwiali je Zygmunt Krasiński i Adam Mickiewicz. Krasiński tak opisał je w liście do ojca z 20 sierpnia: Jest miejsce w skale, gdzie fale wodospadu tak się w łuk zaginają, spadając z wysokości stu stóp, że można bezpiecznie i bez wielkiego zmoknienia stać pod nimi, a wtenczas, patrząc przez nie na okolicę, zdaje się, że się patrzy przez ruchomą kratę z roztopionego srebra. Latem 1899 r. wodospad podziwiała Eliza Orzeszkowa.